# Туланова, Айзада
Айзада Туланова — советский хозяйственный деятель, Герой Социалистического Труда.

## Биография
Родилась в 1925 году в кишлаке Савай. Член КПСС.
В 1941—1989 годах — доярка совхоза «Савай» Кургантепинского района Андижанской области.
Указом Президиума Верховного Совета СССР от 8 апреля 1971 года присвоено звание Героя Социалистического Труда с вручением ордена Ленина и золотой медали «Серп и Молот».
Делегат XXVI съезда КПСС.
Умерла в Кургантепинском районе Андижанской области Узбекистана после 1990 года.

## Награды и звания
- Герой Социалистического Труда (08.04.1971)
- Орден Ленина (08.04.1971)